# Yidnekachew Shimangus
Yidnekachew Shimangus (* 12. Februar 1978) ist ein ehemaliger eritreischer Fußballspieler. Zurzeit spielt er für den Adulis Club (Eritrea) auf der Position des Stürmers.

## Nationalmannschaft
Yidnekachew Shimangus spielt für die eritreische Fußballnationalmannschaft. Er nahm mit ihr an der WM-Qualifikation 2002, der WM-Qualifikation 2006 und der Qualifikation zur Afrikameisterschaft 2008 teil.